# Université de Derby
L'université de Derby est une université nationale anglaise, située à Derby. Elle a acquis son statut d'université en 1992.

## Composantes
L'université est structurée autour des composantes suivantes :
- Faculté de commerce, d'informatique, et de droit ;
- Faculté d'arts, de design, et de technologies ;
- Faculté d'éducation, de sciences, et de la santé.